# Liste der Stationen der Metro Lissabon

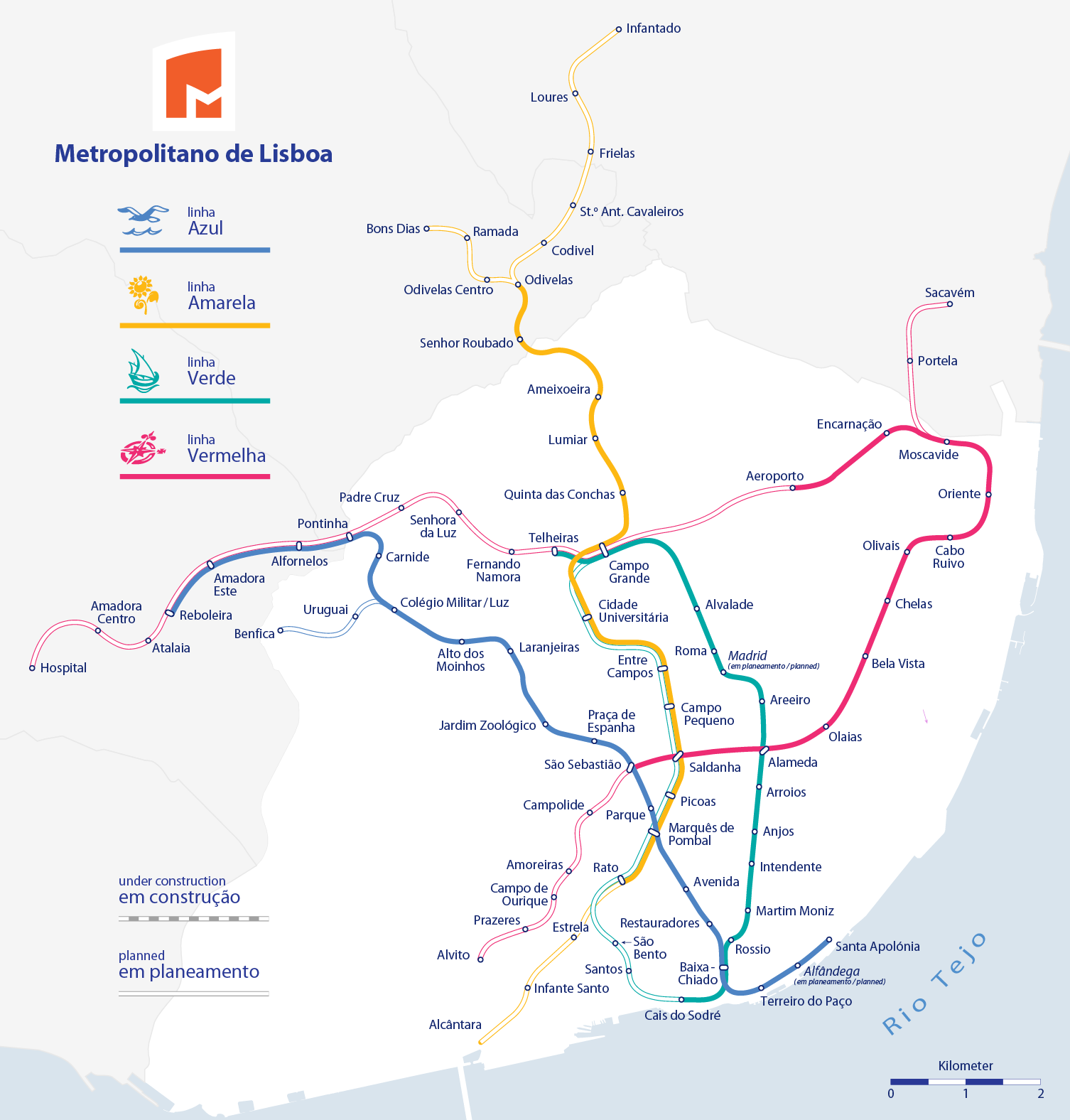
Karte des Lissabonner Metronetzes

Diese Liste behandelt die U-Bahnhöfe des Lissabonner Metrosystems. Aufgelistet sind alle derzeit bestehenden Bahnhöfe. Das Netz der Metro Lissabon umfasst insgesamt 56 Bahnhöfe bei einer Netzlänge von etwa 45 Kilometern.
Auf die insgesamt vier Linien der U-Bahn sind die Bahnhöfe folgendermaßen verteilt (Umsteigestationen werden doppelt gezählt):
| Linie          | Linie | Strecke                  | Inbetriebnahmen | Länge | Bahnhöfe |
| -------------- | ----- | ------------------------ | --------------- | ----- | -------- |
| Linha Azul     |       | Reboleira–Santa Apolónia | 1959 bis 2016   | 14 km | 18       |
| Linha Amarela  |       | Odivelas–Rato            | 1959 bis 2004   | 11 km | 13       |
| Linha Verde    |       | Cais do Sodré–Telheiras  | 1963 bis 2004   | 9 km  | 13       |
| Linha Vermelha |       | São Sebastião–Aeroporto  | 1998 bis 2012   | 12 km | 12       |

Die Liste ist folgendermaßen aufgebaut:
- Bahnhof & Karte: Name des U-Bahnhofs und eine Lagekarte; Umsteigebahnhöfe werden mehrfach genannt
- Linie: Metrolinie, die den Bahnhof bedient
- Eröffnung: erstmalige Eröffnung des Bahnhofs für den öffentlichen Personenverkehr
- Lage: Lage des Bahnhofs (Tunnellage, Dammlage, Viadukt, Einschnitt oder Plan)
- Ortsteil: Stadtgemeinde Lissabons oder Gemeinde der Umgebung, in der sich die U-Bahn befindet.
- : Umsteigemöglichkeit zum Regional- und Fernverkehr der portugiesischen Staatsbahn Comboios de Portugal
- : Umsteigemöglichkeit zur privaten Eisenbahngesellschaft Fertagus
- Anmerkungen: Anmerkungen zum U-Bahnhof über anliegende Werkstätten, Umbenennungen o. ä.
- Sehenswürdigkeiten: Sehenswürdigkeiten in der näheren Umgebung
- Bild: Bild des Bahnhofs, i. d. R. des Bahnsteigs oder eines Kunstwerkes

Grau unterlegte Stationen sind derzeit im Bau befindliche Metrobahnhöfe.

## Stationen
| Bahnhof mit Link zur Karte   | Linie          | Eröffnung     | Lage    | Stadtgemeinde                                        | CP | Fertagus | Anmerkungen | Sehenswürdigkeiten und andere wichtige Gebäude                                                                                                 | Bild                 |
| ---------------------------- | -------------- | ------------- | ------- | ---------------------------------------------------- | -- | -------- | --- | --- | -------------------- |
| Aeroporto (Karte)            | Linha Vermelha | 17. Juli 2012 | Tunnel  | Olivais                                              |    |          | | Flughafen Lissabon |                      |
| Alameda (Karte)              | Linha Verde    | 18. Juni 1972 | Tunnel  | Alto do Pina, São João de Deus, São Jorge de Arroios |    |          | | Instituto Superior Técnico, Parque da Fonte Luminosa                                                                                           | Alameda              |
| Alameda (Karte)              | Linha Vermelha | 19. Mai 1998  | Tunnel  | Alto do Pina, São João de Deus, São Jorge de Arroios |    |          | | Instituto Superior Técnico, Parque da Fonte Luminosa                                                                                           | Alameda              |
| Alfornelos (Karte)           | Linha Azul     | 15. Mai 2004  | Tunnel  | Alfornelos                                           |    |          | | Städtischer Friedhof von Benfica | Alfornelos           |
| Alto dos Moinhos (Karte)     | Linha Azul     | 14. Okt. 1988 | Tunnel  | São Domingos de Benfica                              |    |          | | Musikmuseum, Palácio de Beau Séjour, Parque Bensaúde                                                                                           | Alto dos Moinhos     |
| Alvalade (Karte)             | Linha Verde    | 18. Juni 1972 | Tunnel  | Campo Grande, São João de Brito                      |    |          | | Praça de Alvalade (mit S. António-Statue) | Alvalade             |
| Amadora Este (Karte)         | Linha Azul     | 15. Mai 2004  | Tunnel  | Amadora                                              |    |          | | Quinta do Assentista | Amadora Este         |
| Ameixoeira (Karte)           | Linha Amarela  | 27. März 2004 | Tunnel  | Ameixoeira                                           |    |          | | Instituto Superior de Economia e Gestão, Académia de Música de Santa Cecília                                                                   | Ameixoeira           |
| Anjos (Karte)                | Linha Verde    | 28. Sep. 1966 | Tunnel  | São Jorge de Arroios, Anjos                          |    |          | | Banco de Portugal, Miradouro do Monte Agudo | Ameixoeira           |
| Areeiro (Karte)              | Linha Verde    | 18. Juni 1972 | Tunnel  | São João de Deus, Alto do Pina                       | X  | X        | Übergang zum Eisenbahn-Bahnhof Roma-Areeiro | ehemaliger Sitz des antikommunistischen US-Radiosenders RARET                                                                                  | Areeiro              |
| Arroios (Karte)              | Linha Verde    | 18. Juni 1972 | Tunnel  | São Jorge de Arroios                                 |    |          | | Mercado de Arroios, Igreja de São Jorge de Arroios                                                                                             | Arroios              |
| Avenida (Karte)              | Linha Azul     | 29. Dez. 1959 | Tunnel  | Coração de Jesus                                     |    |          | | Avenida da Liberdade, Botanischer Garten | Avenida              |
| Baixa-Chiado (Karte)         | Linha Azul     | 8. Aug. 1998  | Tunnel  | Mártires, São Nicolau                                |    |          | | Baixa Pombalina, Bairro Alto, Chiado, Elevador de Santa Justa, Convento do Carmo, Teatro Nacional de São Carlos                                | Baixa-Chiado         |
| Baixa-Chiado (Karte)         | Linha Verde    | 25. Apr. 1998 | Tunnel  | Mártires, São Nicolau                                |    |          | | Baixa Pombalina, Bairro Alto, Chiado, Elevador de Santa Justa, Convento do Carmo, Teatro Nacional de São Carlos                                | Baixa-Chiado         |
| Bela Vista (Karte)           | Linha Vermelha | 19. Mai 1998  | Tunnel  | Marvila                                              |    |          | | Parque de Bela Vista | Bela Vista           |
| Cabo Ruivo (Karte)           | Linha Vermelha | 18. Juli 1998 | Tunnel  | Olivais                                              |    |          | | | Cabo Ruivo           |
| Cais do Sodré (Karte)        | Linha Verde    | 18. Mai 1998  | Tunnel  | São Paulo                                            | X  |          | Übergang zum Eisenbahn-Bahnhof Cais do Sodré und zum Fährverkehr in Richtung Montijo/Seixal/Cacilhas                                                          | Bairro Alto, Praça Luís de Camões | Cais do Sodré        |
| Campo Grande (Karte)         | Linha Amarela  | 1. Apr. 1993  | Viadukt | Lumiar                                               |    |          | Zufahrt zur zweiten Betriebswerkstatt (PMO II) | José-Alvalade-Stadion, Jardim do Campo Grande                                                                                                  | Campo Grande         |
| Campo Grande (Karte)         | Linha Verde    | 1. Apr. 1993  | Viadukt | Lumiar                                               |    |          | Zufahrt zur zweiten Betriebswerkstatt (PMO II) | José-Alvalade-Stadion, Jardim do Campo Grande                                                                                                  | Campo Grande         |
| Campo Pequeno (Karte)        | Linha Amarela  | 29. Dez. 1959 | Tunnel  | Nossa Senhora de Fátima                              |    |          | | Praça de Touros do Campo Pequeno | Campo Pequeno        |
| Carnide (Karte)              | Linha Azul     | 18. Okt. 1997 | Tunnel  | Carnide                                              |    |          | | | Carnide              |
| Chelas (Karte)               | Linha Vermelha | 19. Mai 1998  | Tunnel  | Marvila                                              |    |          | | | Chelas               |
| Cidade Universitária (Karte) | Linha Amarela  | 14. Okt. 1988 | Tunnel  | Campo Grande                                         |    |          | | Universität Lissabon | Cidade Universitária |
| Colégio Militar/Luz (Karte)  | Linha Azul     | 14. Okt. 1988 | Tunnel  | Carnide, Benfica                                     |    |          | | Estádio da Luz, Centro Comercial Colombo | Colégio Militar/Luz  |
| Encarnação (Karte)           | Linha Vermelha | 17. Juli 2012 | Tunnel  | Olivais                                              |    |          | | |                      |
| Entre Campos (Karte)         | Linha Amarela  | 29. Dez. 1959 | Tunnel  | Nossa Senhora de Fátima                              | X  | X        | Der Bahnhof der Eisenbahn heißt Entrecampos | | Entre Campos         |
| Intendente (Karte)           | Linha Verde    | 28. Sep. 1966 | Tunnel  | Anjos                                                |    |          | | | Intendente           |
| Jardim Zoológico (Karte)     | Linha Azul     | 29. Dez. 1959 | Tunnel  | São Domingos de Benfica                              | X  | X        | bis 1998 Sete Rios, Übergang zum Eisenbahn-Bahnhof Sete Rios, Busterminal Rede Expressos, ehemalige Zufahrt zur inzw. geschlossenen Betriebswerkstatt (PMO I) | Zoo Lissabon, Kindermuseum Lissabon | Jardim Zoológico     |
| Laranjeiras (Karte)          | Linha Azul     | 14. Okt. 1988 | Tunnel  | São Domingos de Benfica                              |    |          | | | Laranjeiras          |
| Lumiar (Karte)               | Linha Amarela  | 27. März 2004 | Tunnel  | Lumiar                                               |    |          | | Parque de Monteiro Mor, Trachtenmuseum | Lumiar               |
| Marquês de Pombal (Karte)    | Linha Azul     | 29. Dez. 1959 | Tunnel  | Coração de Jesus                                     |    |          | bis 1998 Rotunda | Praça Marquês de Pombal, Parque Eduardo VII, Avenida da Liberdade                                                                              | Marquês de Pombal    |
| Marquês de Pombal (Karte)    | Linha Amarela  | 29. Dez. 1959 | Tunnel  | Coração de Jesus                                     |    |          | bis 1998 Rotunda | Praça Marquês de Pombal, Parque Eduardo VII, Avenida da Liberdade                                                                              | Marquês de Pombal    |
| Martim Moniz (Karte)         | Linha Verde    | 26. Sep. 1966 | Tunnel  | Santa Justa                                          |    |          | bis 1998 Socorro | | Martim Moniz         |
| Moscavide (Karte)            | Linha Vermelha | 17. Juli 2012 | Tunnel  | Olivais, Moscavide                                   |    |          | | |                      |
| Odivelas (Karte)             | Linha Amarela  | 27. März 2004 | Viadukt | Odivelas                                             |    |          | | | Odivelas             |
| Olaias (Karte)               | Linha Vermelha | 19. Mai 1998  | Tunnel  | Beato                                                |    |          | | | Olaias               |
| Olivais (Karte)              | Linha Vermelha | 7. Nov. 1998  | Tunnel  | Olivais                                              |    |          | | | Olivais              |
| Oriente (Karte)              | Linha Vermelha | 19. Mai 1998  | Tunnel  | Olivais                                              | X  |          | Übergang zum Eisenbahn-Bahnhof Oriente | Parque das Nações | Oriente              |
| Parque (Karte)               | Linha Azul     | 29. Dez. 1959 | Tunnel  | São Sebastião da Pedreira                            |    |          | | Parque Eduardo VII | Parque               |
| Picoas (Karte)               | Linha Amarela  | 29. Dez. 1959 | Tunnel  | São Sebastião da Pedreira, São Jorge de Arroios      |    |          | | Jardim Henrique Lopes de Mendonça, Palácio de Sottomayor                                                                                       | Picoas               |
| Pontinha (Karte)             | Linha Azul     | 18. Okt. 1997 | Tunnel  | Olivais                                              |    |          | Zufahrt zur dritten Betriebswerkstatt (PMO III) | Instituto Superior de Línguas e Administração, Teatro Armando Cortez                                                                           | Pontinha             |
| Praça de Espanha (Karte)     | Linha Azul     | 29. Dez. 1959 | Tunnel  | Carnide                                              |    |          | bis 1998 Palhavã, | Museu Calouste Gulbenkian | Praça de Espanha     |
| Quinta das Conchas (Karte)   | Linha Amarela  | 27. März 2004 | Tunnel  | Lumiar                                               |    |          | | Quinta das Conchas e Lilazes, Instituto Superior de Educação e Ciências                                                                        | Quinta das Conchas   |
| Rato (Karte)                 | Linha Amarela  | 29. Dez. 1997 | Tunnel  | São Mamede                                           |    |          | | Sitz der Partido Socialista, Sitz der Federação Portuguesa de Futebol, Sitz der Portugiesischen Generalstaatsanwaltschaft, Jardim de Amoreiras | Rato                 |
| Reboleira (Karte)            | Linha Azul     | 14. Apr. 2016 | Tunnel  | Amadora                                              | X  |          | Übergang zum Bahnhof Reboleira | | Reboleira            |
| Restauradores (Karte)        | Linha Azul     | 29. Dez. 1959 | Tunnel  | Santa Justa                                          | X  |          | Übergang zum Eisenbahn-Bahnhof Rossio | Bahnhof Rossio, Rossio, Praça dos Restauradores, Hard Rock Café Lissabon                                                                       | Restauradores        |
| Roma (Karte)                 | Linha Verde    | 18. Juni 1972 | Tunnel  | Carnide                                              | X  | X        | Übergang zum Eisenbahn-Bahnhof Roma-Areeiro | | Roma                 |
| Rossio (Karte)               | Linha Verde    | 29. Dez. 1959 | Tunnel  | Santa Justa                                          |    |          | | Rua Augusta, Rossio, Praça da Figueira, Teatro Nacional D. Maria II                                                                            | Rossio               |
| Saldanha (Karte)             | Linha Amarela  | 29. Dez. 1959 | Tunnel  | São Sebastião da Pedreira, São Jorge de Arroios      |    |          | | Lisboa Congress Centre, Praça Duque de Saldanha                                                                                                | Saldanha             |
| Saldanha (Karte)             | Linha Vermelha | 29. Aug. 2009 | Tunnel  | São Sebastião da Pedreira, São Jorge de Arroios      |    |          | | Lisboa Congress Centre, Praça Duque de Saldanha                                                                                                |                      |
| Santa Apolónia (Karte)       | Linha Azul     | 19. Dez. 2007 | Tunnel  | Santa Engrácia                                       | X  |          | Übergang zum Eisenbahn-Bahnhof Santa Apolónia | Panteão Nacional, Alfama, Wassermuseum | Santa Apolónia       |
| São Sebastião (Karte)        | Linha Azul     | 29. Dez. 1959 | Tunnel  | São Sebastião da Pedreira                            |    |          | | Bairro Azul, Igreja de São Sebastião da Pedreira, El Corte Inglés Lissabon, Palácio Ventura Terra, Jardim Amália Rodrigues                     | São Sebastião        |
| São Sebastião (Karte)        | Linha Vermelha | 29. Aug. 2009 | Tunnel  | São Sebastião da Pedreira                            |    |          | | Bairro Azul, Igreja de São Sebastião da Pedreira, El Corte Inglés Lissabon, Palácio Ventura Terra, Jardim Amália Rodrigues                     | São Sebastião        |
| Senhor Roubado (Karte)       | Linha Amarela  | 27. März 2004 | Viadukt | Odivelas                                             |    |          | | | Senhor Roubado       |
| Telheiras (Karte)            | Linha Verde    | 2. Nov. 2002  | Tunnel  | Lumiar                                               |    |          | | Deutsche Schule Lissabon | Telheiras            |
| Terreiro do Paço (Karte)     | Linha Azul     | 19. Dez. 2007 | Tunnel  | Madalena                                             |    |          | Übergang zum Fährverkehr in Richtung Barreiro | Praça do Comércio | Terreiro do Paço     |